# Arapoviće
Arapoviće (Servisch cyrillisch: Араповиће) is een plaats in de Servische gemeente Tutin. De plaats telt 61 inwoners (2002).